# Veine radiale
Les veines radiales sont les deux veines profondes de l'avant-bras satellites de l'artère radiale.

## Trajet
Les veines radiales continuent l'arcade palmaire profonde en accompagnant l'artère radiale.
Elles rejoignent les veines ulnaires au niveau du pli du coude pour former les veines brachiales.